# ミネベアミツミ東京クロステックガーデン
ミネベアミツミ東京クロステックガーデン（ミネベアミツミとうきょうクロステックガーデン）は、東京都港区東新橋1丁目の汐留D北3街区にある超高層ビルである。高さは136.51m。2003年6月の竣工当時の名称は日本通運本社ビルで、日本通運が千代田区外神田（中央通り、秋葉原電気街）から本社機能を移転した。地下2階には武道場・土俵などが設けられていた。敷地面積5,518.55m2のうち30%にあたる1,654.35m2は緑地とされた。
外神田の旧本社ビルは住友不動産に売却され、跡には住友不動産秋葉原ビルが建設された。
日本通運は千代田区神田和泉町に新たな本社ビルを2019年12月に着工。2021年9月に移転したのちは、汐留の旧本社ビルは賃貸ビルとなった。
2021年12月、ミネベアミツミに732億円で売却することを発表。2022年4月に引き渡された。ビル名称をミネベアミツミ東京クロステックガーデンに改め、2023年3月27日にミネベアミツミの東京本部及び営業拠点の一部、グループ会社のミツミ電機や本多通信工業の本部機能が本ビルに集約された。同年9月27日には1階に小学5年生以上を対象とした体感・体験型の企業ミュージアム「クロステックミュージアム」をオープンし、一般向けの施設も設けられた。